# Herndon (Kansas)
Herndon è un comune degli Stati Uniti d'America, situato nello Stato del Kansas, nella Contea di Rawlins.